# 川崎市立宮内小学校
川崎市立宮内小学校（かわさきしりつ みやうちしょうがっこう）は、神奈川県川崎市中原区宮内2丁目にある公立小学校。

## 沿革
出典
- 1957年（昭和32年）
  - 4月1日 - 川崎市立宮内小学校認可。
  - 10月25日 - 中原小学校より分離入校（この日を開校記念日を定める）。
  - 12月6日 - 校舎落成。開校式挙行し、校章制定。
- 1962年（昭和37年）
  - 3月7日 - 校旗制定発表。
  - 11月1日 - 創立5周年記念式典挙行し、校歌制定発表。
- 1968年（昭和43年）2月5日 - 創立10周年記念式典挙行。
- 1969年（昭和44年）2月6日 - 体育館新築落成。
- 1974年（昭和49年）8月8日 - プール落成記念式挙行。
- 1975年（昭和50年）4月1日 - 特殊学級併設。
- 1977年（昭和52年）10月24日 - 創立20周年記念式典挙行。
- 1982年（昭和57年）5月22日 - C棟2階建校舎竣工。
- 1987年（昭和62年）11月7日 - 創立30周年記念式典挙行。
- 1997年（平成9年）11月11日 - 創立40周年記念式典挙行。
- 2004年（平成16年）6月吉日 - PTA寄贈による扇風機が普通教室に各2台設置。
- 2007年（平成19年）10月27日 - 創立50周年記念式典挙行し、祝賀会開催。
- 2008年（平成20年）12月8日 - 校舎改築のため、仮設校舎建築。
- 2009年（平成21年）3月 - 仮設校舎へ引越し。
- 2011年（平成23年）3月 - 新校舎への引越し。
- 2012年（平成24年）2月18日 - 新校舎落成記念式典挙行し、祝賀会開催。
- 2016年（平成28年）11月 - 池の改修開始。
- 2017年（平成29年）
  - 7月 - 池の改修終了。
  - 11月3日 - 創立60周年記念式典挙行し、祝賀会開催。

## 通学区域
出典
- 中原区
  - 上小田中2丁目（2番(8号～10号)、3番(1号～4号・7号～9号・11号～16号)、6番）
  - 上小田中6丁目（47番）
  - 等々力（4番～5番）
  - 宮内1丁目（全域）
  - 宮内2丁目（全域）
  - 宮内3丁目（全域）
  - 宮内4丁目（全域）

## 進学先中学校
出典
- 川崎市立宮内中学校
- 川崎市立西中原中学校
- 川崎市立東高津中学校
- 受験する子もいる。

## 周辺施設
- 国道409号
- 二ヶ領用水
- まいばすけっと川崎宮内店
- ライフ宮内二丁目店
- 宮内公園
- 宮内公民館
- 川崎宮内郵便局

## 交通アクセス
- 東急バス「溝02」・「溝03」・「川31」の各系統で、「上宮内」バス停下車後、
  - 小杉駅・川崎駅方面バス停から、徒歩約150m・徒歩約数分。
  - 高津駅・溝の口駅方面バス停から、徒歩約290m・約5分（学校前の横断歩道経由）。
- 川崎市営バス「杉40」系統で、「宮内公民館前」バス停下車後、
  - 小杉駅方面バス停から、徒歩約430m・約7分。
  - 中原駅方面バス停から、徒歩約490m・約8分